# 後資本主義社會
《後資本主義社會》（英語：Post-Capitalist Society）是管理學教授和社會學家彼得·德鲁克在1993年出的一本書。德鲁克認為，後資本主義社會的管理階層必須隨時放棄一切知識，重新開始。